# Online outsourcing
Online outsourcing – internetowa wersja outsourcingu (korzystania z zasobów zewnętrznych). Proces ten zachodzi gdy jeden dział lub cały obszar działalności biznesowej, oddaje innemu przedsiębiorstwu zadania nie związane bezpośrednio z podstawową działalnością firmy. Sposób w jaki jest to realizowane i zakres w jakim działania te są przeprowadzone zależy wyłącznie od zleceniodawcy. Usługi w formie outsourcingu online mogą być oferowane zarówno przez wyspecjalizowane firmy, jak i indywidualnych dostawców usług internetowych (Service Providers) pracujących jako freelancerzy. Rodzajem outsourcingu jest offshoring, w którym poszczególne zadania lub produkcja przenoszone są do innego kraju.
Termin online outsourcing zaczęto używać w Stanach Zjednoczonych w połowie lat dziewięćdziesiątych. W Niemczech ten model usług stał się popularny na początku roku 2000 wraz z rozwojem Internetu. 

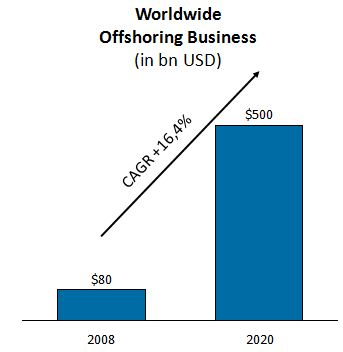
Raport McKinsey na temat offshoringu, 2008

Online outsourcing jest korzystny zwłaszcza dla małych i średnich przedsiębiorstw. Motywacją do korzystania z outsourcingu jest nie tylko finansowa konieczność oszczędzania – pozwala on także zaspokoić zapotrzebowanie na know-how pochodzące z całego świata. Taki zakres często wykracza poza możliwości oferowane przez lokalne przedsiębiorstwa.
Od momentu powstania Internet stał się bardzo złożony, elastyczny i szybki, zapewniając tym samym bezpieczny przepływ danych. HTTPS (protokół przesyłania dokumentów hipertekstowych – Hypertext Transfer Protocol), zapewnia ochronę danych osobowych. Dzięki firmom takim jak VeriSign Inc. Użytkownicy muszą przedstawić certyfikaty potwierdzające tożsamość by dowieść o swej wiarygodności, lojalności i zaufaniu. Środki takie wzmacniają bezpieczeństwo procesów biznesowych w sieci.
Platformy internetowe pośredniczące w oferowaniu usług w ramach outsourcingu online istnieją na rynku amerykańskim już od połowy lat dziewięćdziesiątych. Firmy takie jak Odesk czy też Elance wyspecjalizowały się w tym zakresie.